# 渡名喜村
渡名喜村（となきそん）は、沖縄県の島尻郡に属する村。渡名喜島とその属島の入砂島（無人島）の二島で一村を構成する。面積は沖縄県最小、かつ日本で二番目に小さい自治体である。

## 地理
那覇市（沖縄本島南部）の北西54.5 kmの海上にある渡名喜島と入砂島からなる。北に粟国島、南東に慶良間諸島、西に久米島があり、これらの島のほぼ中間に位置する。
面積は3.74 km2で沖縄県最小、かつ日本で二番目に小さい自治体である（一番目は富山県中新川郡舟橋村）。

### 地域
村内の多くの地域には字がなく、村内の全住所が郵便番号・901-3601に属し、「渡名喜村」の次に番地が続く。集落は、西区・東区・南区の3地区に分けられている。98%の大部分の住民が字のない地域で暮らしている。存在する字としては粟苅、西兼久、西ノ底がある。字がない理由は不明だが、国土地理院は「字を設定する必要がなかったからではないか」と推測している。西区は渡名喜港・村役場・漁協のある村の中心地で、東区には老人福祉センター・図書館・民俗資料館（3施設共用）があり、南区はモチキビやニンジンの畑が広がる耕作地が大半を占める。商店や民宿は集落内に数軒あるが、商店には看板が出ておらず地図で確認しないと位置が分かりにくい。金融機関は郵便局（ゆうちょ銀行）と漁協（JFバンク）のみである。
沖縄本島では余り見られなくなった伝統的な赤瓦の家屋が比較的多く残っており、島の集落全体が重要伝統的建造物群保存地区として選定されている。集落には赤瓦の家屋、フクギの屋敷森、石垣などを特色とする歴史的景観が良好に保持されている。これらの家屋は風よけのため塀に囲われた敷地を掘り下げて屋根を道路とほぼ同じ高さにする工夫をした「掘り下げ屋敷」と呼ばれる渡名喜島に固有の特徴を備えているが、近年ではコンクリート製家屋への建て替えや人口の減少による廃屋の増加が進んでいることから村では条例により集落の景観保存を図っている。八重山諸島の竹富島も同様に伝統的家屋が多いが、観光地化された竹富島とは異なり、ごく普通の生活が息づいているのが渡名喜の特徴である。
村内の道路は港の周辺を除いてほとんど舗装されておらず、道幅も狭いことから集落内の移動には自動車よりも徒歩や自転車が適している。
渡名喜島の北西にある入砂島はNHKの連続テレビ小説ドラマ「ちゅらさん」（2001年）のオープニング背景に使われたが、島一帯は米軍の射撃練習場となっており一般人は立ち入ることができない。
- 渡名喜村中央部

### 人口
| |                                          |  |
| 渡名喜村と全国の年齢別人口分布（2005年） | 渡名喜村の年齢・男女別人口分布（2005年） |  |
| ■紫色 ― 渡名喜村 ■緑色 ― 日本全国 | ■青色 ― 男性 ■赤色 ― 女性                |  |
| 渡名喜村（に相当する地域）の人口の推移 \| 1970年（昭和45年） \| 1,004人 \| \| \| 1975年（昭和50年） \| 721人 \| \| \| 1980年（昭和55年） \| 609人 \| \| \| 1985年（昭和60年） \| 529人 \| \| \| 1990年（平成2年） \| 560人 \| \| \| 1995年（平成7年） \| 616人 \| \| \| 2000年（平成12年） \| 523人 \| \| \| 2005年（平成17年） \| 531人 \| \| \| 2010年（平成22年） \| 452人 \| \| \| 2015年（平成27年） \| 430人 \| \| \| 2020年（令和2年） \| 346人 \| \| |                                          |  |
| 総務省統計局 国勢調査より |                                          |  |
| 1970年（昭和45年） | 1,004人                                  |  |
| 1975年（昭和50年） | 721人                                    |  |
| 1980年（昭和55年） | 609人                                    |  |
| 1985年（昭和60年） | 529人                                    |  |
| 1990年（平成2年） | 560人                                    |  |
| 1995年（平成7年） | 616人                                    |  |
| 2000年（平成12年） | 523人                                    |  |
| 2005年（平成17年） | 531人                                    |  |
| 2010年（平成22年） | 452人                                    |  |
| 2015年（平成27年） | 430人                                    |  |
| 2020年（令和2年） | 346人                                    |  |

## 歴史
- 1908年（明治41年） - 村制施行

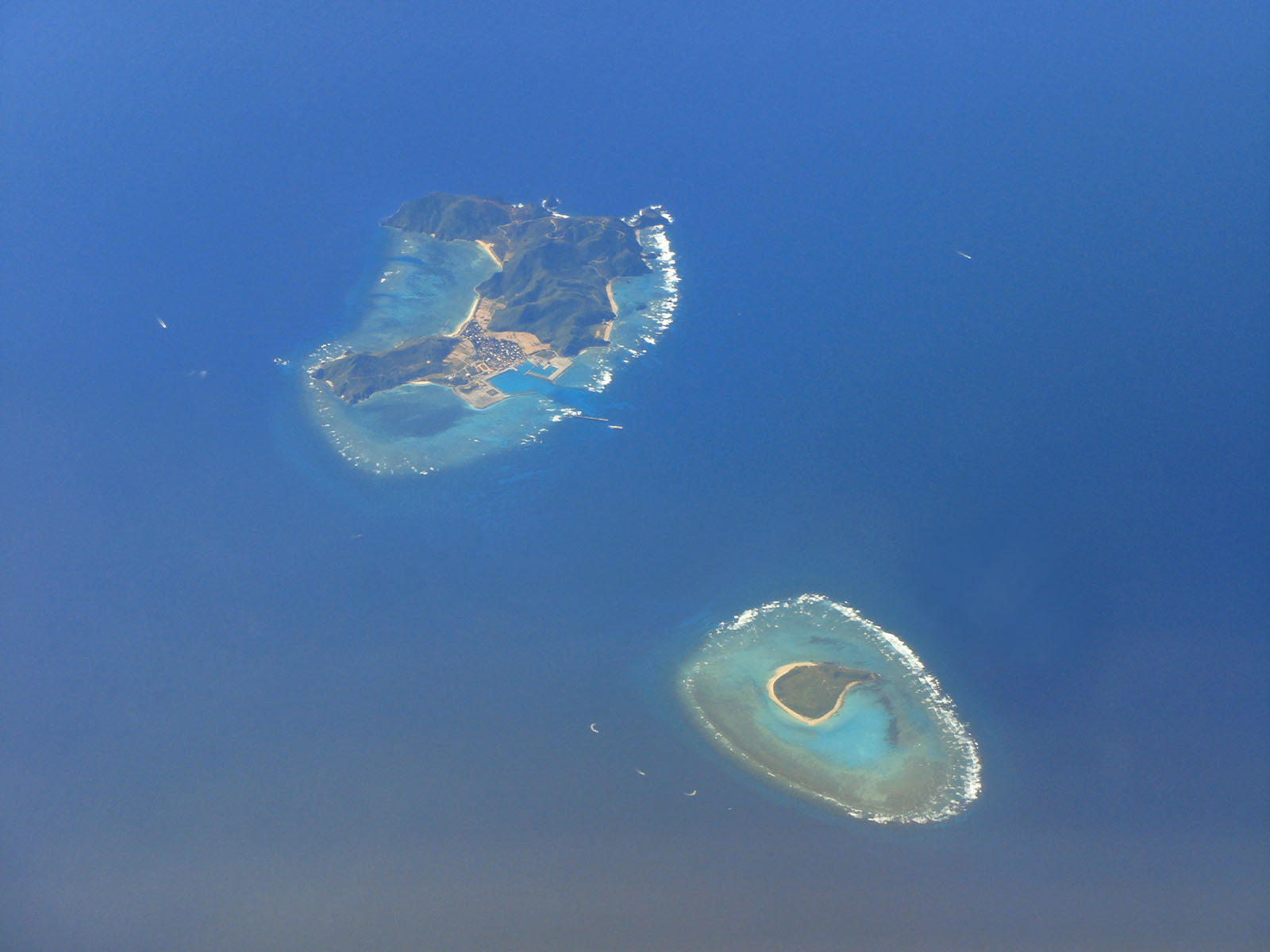
渡名喜島（奥）と入砂島（手前）

- 2000年（平成12年） - 渡名喜島の集落一帯が重要伝統的建造物群保存地区として選定される。
- 2017年（平成29年） - 村長の上原昇が官製談合防止法違反などの容疑で逮捕。保釈後に会見を開き辞職を表明。[3]
  - 　同年10月に行われた村長選挙で前村教育長の桃原優氏が当選。[4]

## 行政
- 村長：比嘉朗

### 渡名喜村議会
- 定数6

### 行政力指数
2023年（令和5年）度の財政力指数は0.07であり、沖縄県内で最も低く、全国でも2番目に低い値となった（1、2番目に低い値の市町村は、それぞれ複数存在する）。

## 経済
日本郵政グループ

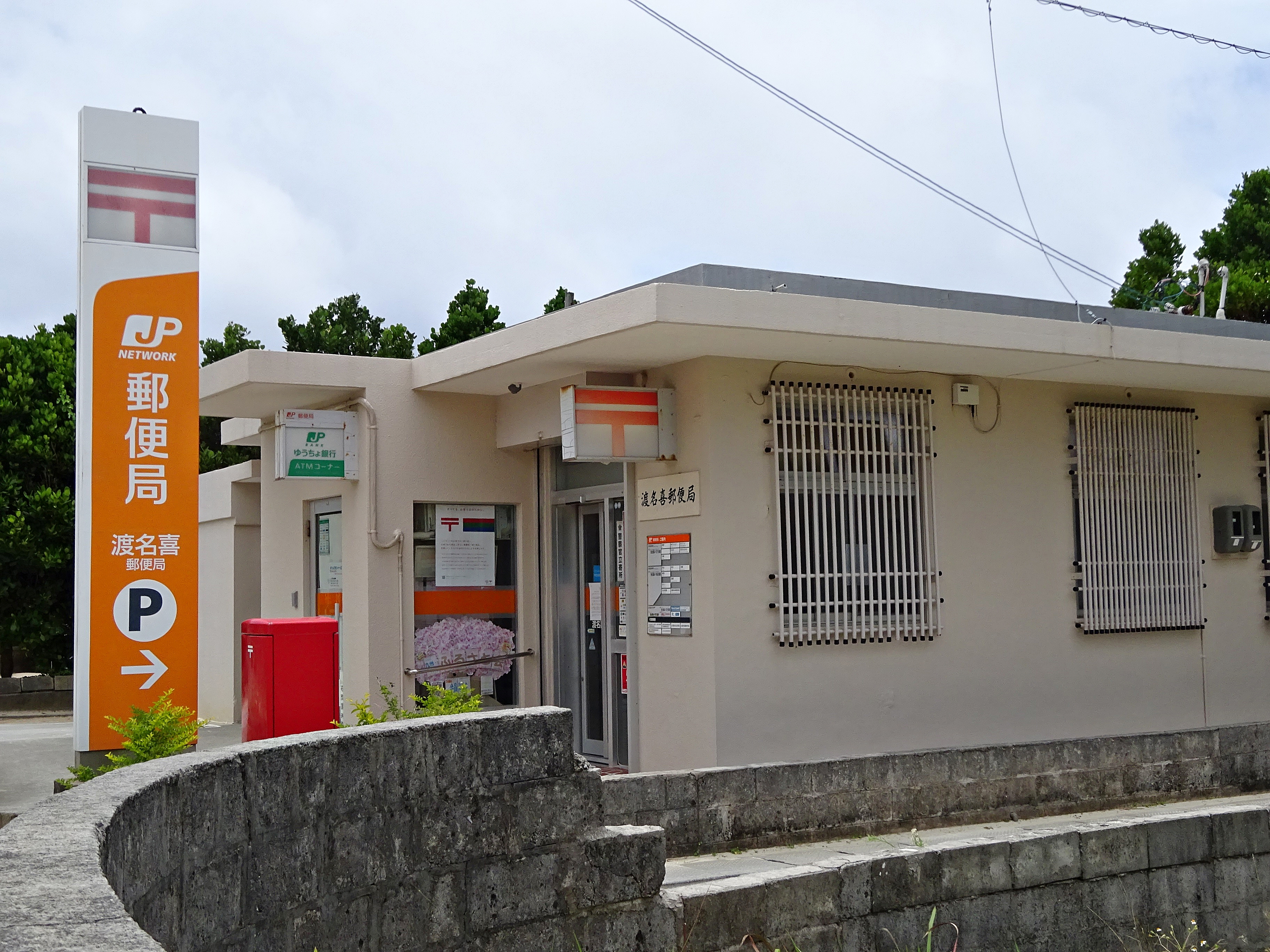
渡名喜郵便局

- 日本郵便 渡名喜郵便局 - 2013年10月現在、局内設置のゆうちょ銀行ATMはホリデーサービスは行われていない。

※渡名喜村の郵便番号は「901-36xx」となっている。

## 交通

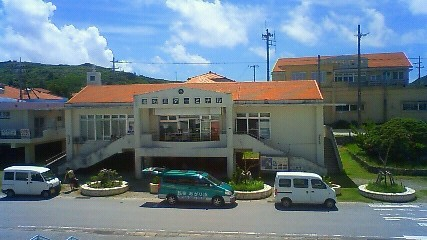
渡名喜港

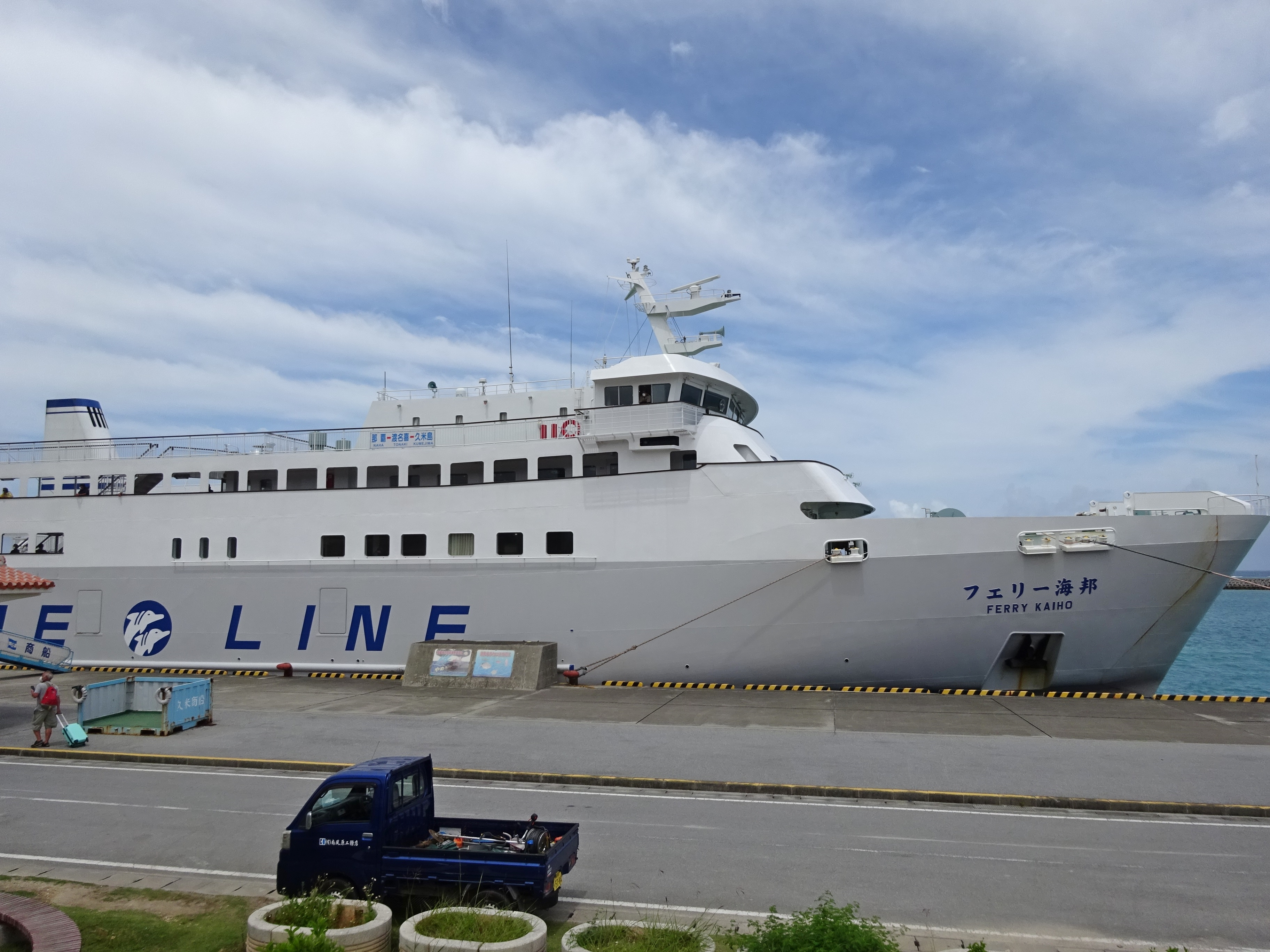
フェリー海鵬（渡名喜港）

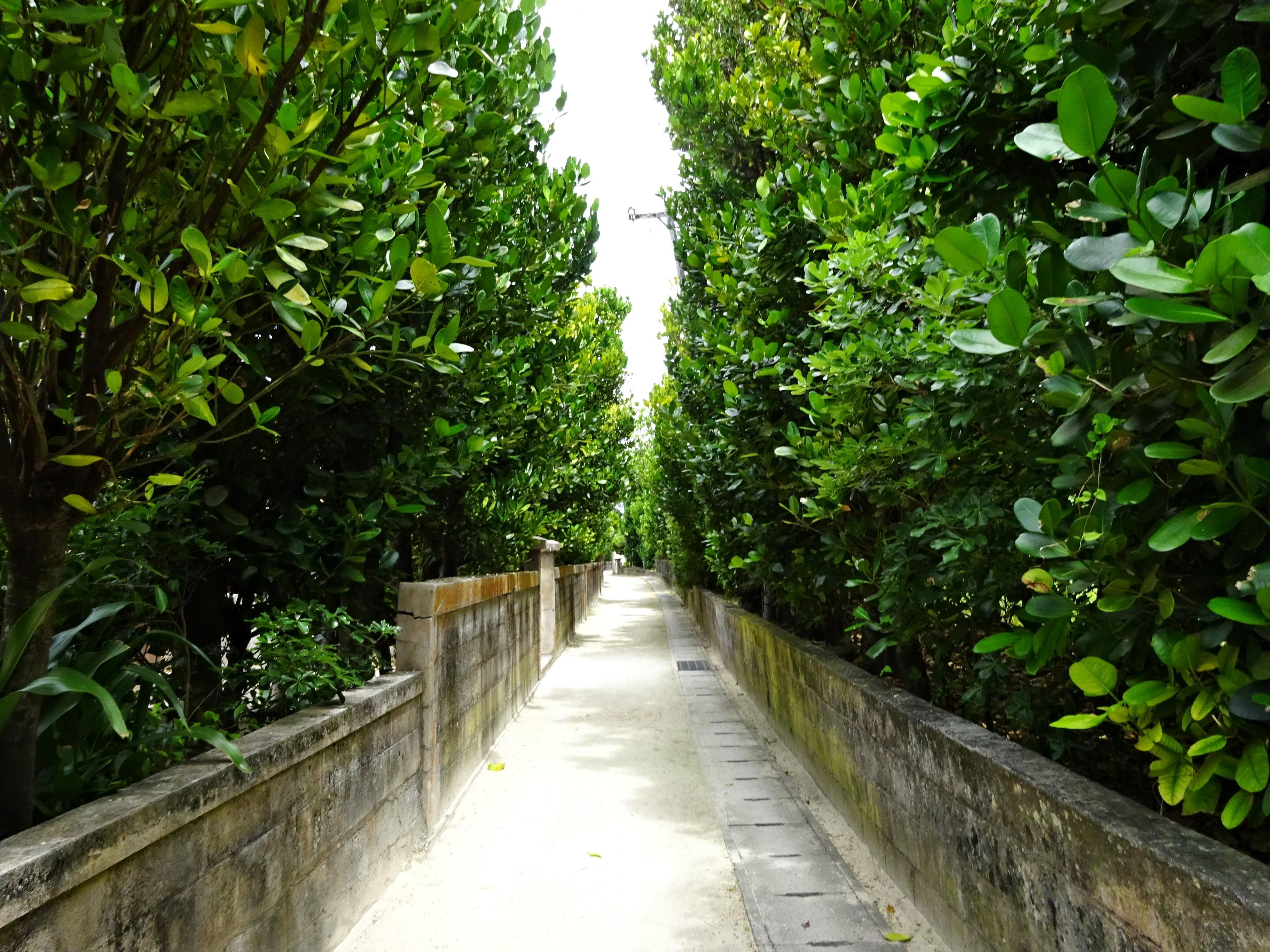
渡名喜村の路地

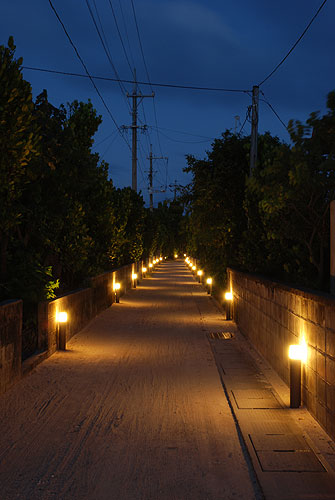
夜の村道1号線

公共交通機関による島外との往来は船舶が唯一の手段である。島内に路線バスやタクシーは存在しないが、自動車や自転車の貸し出しが行われている。
渡名喜港の北方にヘリポートがあり、急患輸送やチャーターヘリで活用されている。

### 船舶
- 渡名喜港

毎日、午前中に久米商船が運航する那覇・泊港と久米島・兼城港を結ぶ那覇行きと久米島行きの便が、それぞれ1回ずつ経由地として寄港する。また、4月から10月の金曜に限り那覇行きは午後にも1便が寄港する。冬季は海が荒れやすく数日続けて欠航となることもあるので注意が必要である。

### 道路
- 沖縄県道188号渡名喜港線 - 総延長25 mは沖縄県内の国・県道ではもっとも短い
- 村道1号線 - 夜間は足下がライトアップされる

## 教育
- 渡名喜村立渡名喜小中学校

## 名所・旧跡・観光スポット・祭事・催事
- 渡名喜番所・渡名喜小中学校跡のフクギ群
- カーシリのヌーチュヌーガ御嶽
- 里遺跡

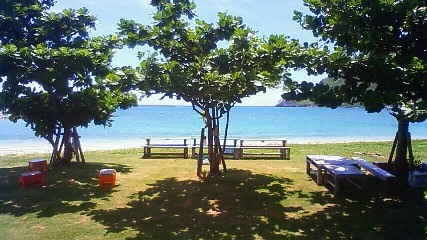
あがり浜

観光地としての開発はほとんどなく、最大の観光資源は手つかずで残った自然と伝統的な家並みとも言われる。
交通の不便さから観光客が少なく、宿泊施設は民宿が僅かに4軒あるだけである。土産品として島内で栽培されたモチキビや手作りの菓子や漬物類がある。船の発着時間になるとターミナルに長机を並べて販売される。

## 渡名喜村をロケ地とする作品
- 2008年7月、中川陽介監督の映画「群青 愛が沈んだ海の色」の撮影地として使われた（2009年6月27日公開）。